# Heather Matarazzo
Heather Amy Matarazzo (Oyster Bay, Nueva York, 10 de noviembre de 1982) es una actriz estadounidense. El papel destacado de su carrera fue el de una niña incomprendida en la película Bienvenidos a la casa de muñecas (1995). Actuó en The Princess Diaries (2001) y The Princess Diaries 2 (2004) en el papel de Lilly. Y además tuvo una participación en Hostel: Part II en el papel de Lorna.

## Biografía
Matarazzo nació y se crio en Oyster Bay (Nueva York), hija de Camille, ama de casa y Ray Matarazzo, un gerente informático de una cadena de panaderías. Matarazzo fue adoptada y educada por los Matarazzo, una estricta familia católica de ascendencia italiana. Estudió en la Oyster Bay High School, así como en el BOCES Cultural Arts Center High School. 
Matarazzo comenzó a actuar a la edad de seis años; después de requisar el micrófono en un acto benéfico para niños con sida, le dieron la tarjeta de un mánager, que conservó durante diez años.
En 1997, ganó un Independent Spirit Award por su actuación en Bienvenidos a la casa de muñecas. Matarazzo declaró que le encanta que le permitan interpretar personajes interesantes, algunos de los cuales "han sido condenados al ostracismo por distintos motivos." Comentó que se encuentra especialmente orgullosa de su actuación en 1999 Our Guys: Outrage in Glen Ridge, en la que interpreta a una chica discapacitada mental a la que violan unos jugadores de fútbol americano. Matarazzo ha aparecido en distintas series de televisión incluyendo Law & Order, The L Word y Strangers With Candy.

## Vida personal
El 31 de julio de 2008, la representante de Matarazzo anunció el compromiso entre Matarazzo y la cantante Caroline Murphy (no confundir con la modelo del mismo nombre). Se separaron amigablemente en 2012. En 2018 se casó con Heather Turman.
En 2005 fue la ponente principal en la conferencia anual Gay, Lesbian and Straight Education Network en Boston.

## Filmografía

### Películas
| Películas | Películas                                                                   | Películas                 | Películas                                                        |
| Año       | Película                                                                    | Papel                     | Título original                                                  |
| --------- | --------------------------------------------------------------------------- | ------------------------- | ---------------------------------------------------------------- |
| 2024      | Paper Tiger (película para televisión)                                      | Angela                    |                                                                  |
| 2022      | Scream 5                                                                    | Martha Meeks              |                                                                  |
| 2018      | Don't Worry, He Won't Get Far on Foot                                       | Shannon                   |                                                                  |
| 2015      | Sisters                                                                     | Denny                     |                                                                  |
| 2007      | Hostel 2                                                                    | Lorna                     | Hostel: Part II                                                  |
| 2005      | Believe In Me                                                               | Cindy Butts               |                                                                  |
| 2004      | Home of Phobia                                                              | Jessica                   | Freshman Orientation                                             |
| 2004      | ¡Salvados!                                                                  | Tia                       | Saved!                                                           |
| 2004      | Princesa por sorpresa 2 (España) El diario de la princesa 2 (Latinoamérica) | Lilly Moscovitz           | The Princess Diaries 2: Royal Engagement                         |
| 2003      | The Pink House                                                              | Charlotte                 |                                                                  |
| 2002      | Curvas peligrosas (Argentina) La casa de la fraternidad (España)            | Katie                     | Sorority Boys                                                    |
| 2001      | Princesa por sorpresa (España) El diario de la princesa (Latinoamérica)     | Lilly Moscovitz           | The Princess Diaries                                             |
| 2000      | Hechizo de luna                                                             | Donna                     | Blue Moon                                                        |
| 2000      | Scream 3                                                                    | Martha Meeks              |                                                                  |
| 2000      | Lío en La Habana (España) Maestro de espías                                 | Nora                      | Company Man                                                      |
| 1999      | Nuestros chicos                                                             | Leslie                    | Our Guys: Outrage in Glen Ridge                                  |
| 1999      | Virginidad                                                                  | Dottie                    | Cherry                                                           |
| 1998      | Entre nosotras (México) La huelga de los sexos (Argentina)                  | Theresa 'Tweety' Goldberg | Strike! The Hairy Bird (Canadá y Australia) All I Wanna Do (EUA) |
| 1998      | Studio 54                                                                   | Grace O'Shea              | 54                                                               |
| 1997      | Hurricane                                                                   | Ashley                    | Hurricane                                                        |
| 1997      | Pactar con el Diablo/El abogado del Diablo                                  | Barbara                   | The Devil's Advocate                                             |
| 1995      | Bienvenidos a la casa de muñecas                                            | Dawn Wiener               | Welcome to the Dollhouse                                         |

### Televisión
| Televisión | Televisión                                             | Televisión                                   | Televisión                           | Televisión                 |
| Año        | Título                                                 | Papel                                        | Título original                      | Serie o película           |
| ---------- | ------------------------------------------------------ | -------------------------------------------- | ------------------------------------ | -------------------------- |
| 2025       | Merlina (Latinoamérica) Miércoles (España)             | TBA; Temporada 2; invitada                   | Wednesday                            |                            |
| 2023       | You're Not Supposed to Be Here                         | Carla                                        |                                      | Película para televisión   |
| 2020       | Equal                                                  | Phyllis Lyon                                 | Equal                                |                            |
| 2015       | Raymond & Lyne                                         | Reverend Mother                              | Raymond & Lyne                       |                            |
| 2015       | Anatomía según Grey                                    | Joan (Paciente embarazada)                   | Grey's Anatomy                       | Temporada 11, capítulo 24. |
| 2014       | Stalker                                                |                                              | Stalker                              | Episodio: "Fanático"       |
| 2008       | Life On Mars                                           | June                                         |                                      | 1 episodio                 |
| 2008       | La ley y el orden (Latinoamérica) Ley y orden (España) | Janice Dunlap (2008) Stephanie Sutter (1998) | Law & Order                          | 2 episodios                |
| 2007       | The L Word                                             | Stacey Markin                                | The L Word                           | 4 episodios                |
| 2006-2009  | Exes and Ohs                                           | Crutch                                       |                                      | 6 episodios                |
|            | L (España) La palabra L (Latinoamérica)                | Stacy Merkin                                 | The L Word                           | 4 episodios                |
| 2002       | Stage on Screen: The Women                             | Jane                                         |                                      | Película                   |
| 2000       | De vuelta al insti                                     | Renee                                        | Strangers with Candy                 | 1 episodio                 |
| 1999       | Now and Again                                          | Heather Wiseman                              |                                      | 22 episodios               |
| 1997       | Roseanne                                               | Heather, la novia del DJ                     |                                      | 4 episodios                |
| 1996       | Townies                                                | Bethany                                      |                                      | 4 episodios                |
| 1993       | The Adventures of Pete and Pete                        | Natasha                                      | Pete and Pete (título abreviado EUA) | 2 episodios                |